# Natteliv (film)
Natteliv (originaltitel Wine) er en amerikansk stumfilm fra 1924 instrueret af Louis J. Gasnier.

## Medvirkende
- Clara Bow som Angela Warriner
- Forrest Stanley som Carl Graham
- Huntley Gordon som John Warriner
- Myrtle Stedman som Mrs. Warriner
- Robert Agnew som Harry Van Alstyne
- Walter Long som Benedict
- Arthur Thalasso som Amoti